# لیکو (موسیقی)

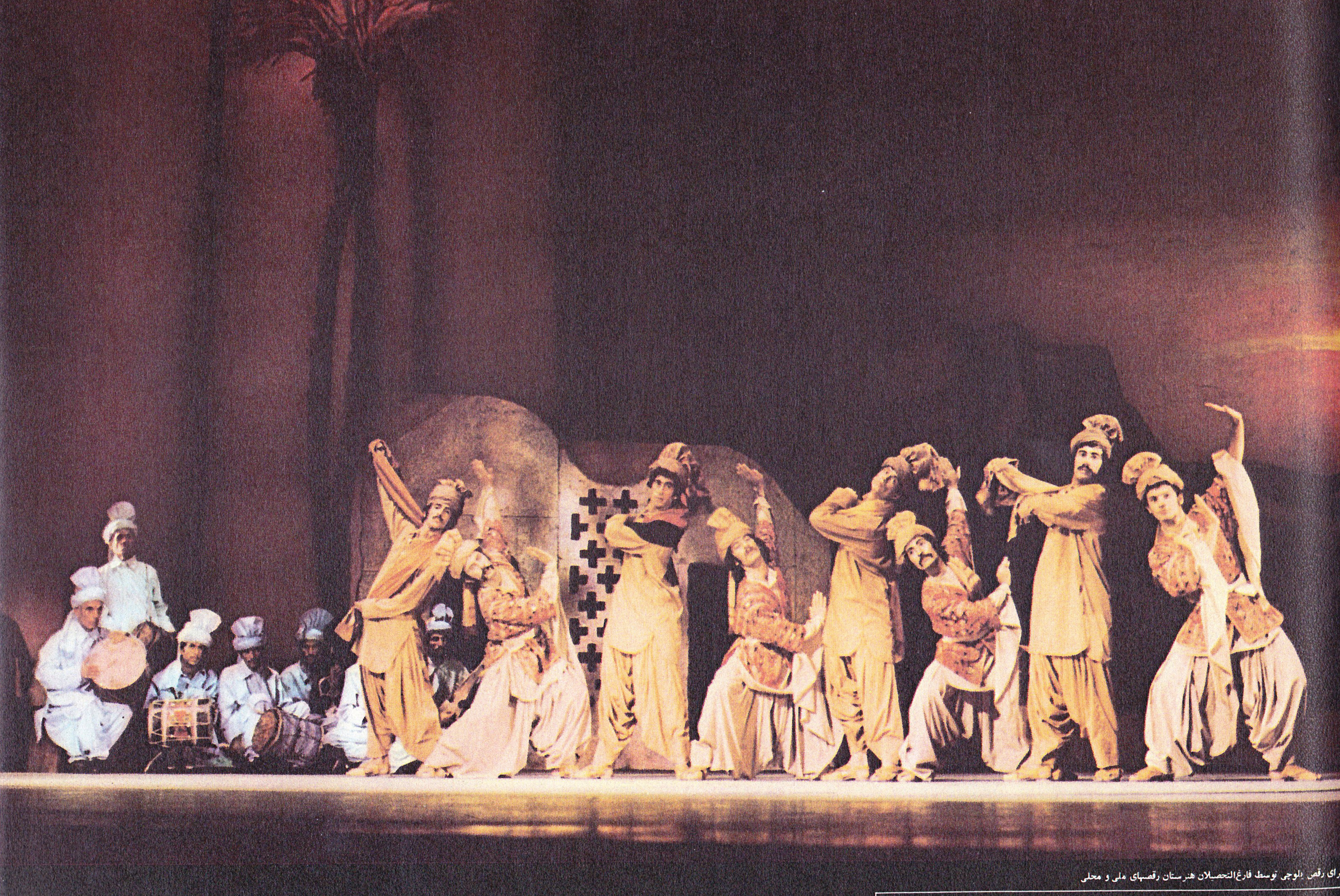
اجرای رقص و آوای بلوچی، سال ۱۳۵۴

لیکو یکی از فرم‌های قدیمی موسیقی  بلوچستان است.
در ایران لیکو شاخص‌ترین و مهم‌ترین مقام در بلوچستان (سرحد) كه در مكران ذهیروک (آواز بنیادی نواحی مرکزی و جنوبی بلوچستان - مکران) است. محتوای موسیقایی مقام لیکو يا ذھیروک و اشعار مورد استفاده در آن بیانگر غم و هجران است. بسیاری از نمونه‌های موسیقی بلوچستان مانند لیلو (لالایی)، موتک (مویه)، برخی از آوازهای کار و تعدادی از آوازها و ترانه‌های بلوچی بر اساس کیفیت این مقام شکل می‌گیرند. لیکو انواع مختلفی دارد که هر نوع مربوط به یک ناحیه یا محل و گاه یک تیره خاص است.
لیکو یک بیت موزون و قافیه‌دار دارای مصراع‌های ده هجایی است که مضمون آن را مطالب عاشقانه یا موضوعات دیگر تشکیل داده‌است.
ليكو نمونه شعر بومي (فولكلور) بلوچ است و در زمره ادبیات شفاهی قرار میگیرد. «لیکو» تک بیتی است در وزن هجایی که با همراهی سازِ سروز یا سرود (قیچک) خوانده می‌شود. لیکو ها در واقع رباعی هایی با مضامین عاشقانه اند که وزن و آهنگ مخصوصی دارند و با موضوع یکسان می آیند و شاعر های گم نام و نامشخصی دارند.ليكو، تك‌بيتي در وزن هجايي است كه با همراهي سازسروز يا سرود (= قيچك) خوانده مي‌شود. شعري نامكتوب كه سينه به سينه در ميان قوم بلوچ جاري است. ليكو را پرواي شكل‌گيري از واژگان ادبي نيست؛ واژگان ليكو همان كلمات گفت‌وگويند كه به هيچ آداب و ترتيبي بر زبان مي‌گذرندكتابي با عنوان «صد ليكو»  گردآوري و ترجمه «منصور مؤمني» حاوي صد قطعه از يك گونه از شعر فولكلور بلوچي در دو جلد است . تشابهاتی در لیکو با دیگر ادبیات شفاهی دنیا وایران وجوددارد در كردي قالبي شبيه ليكو هست به نام «كلمه» ، در افغاني هم قالب مشابهي داريم به نام «لَندي» به فتح لام. در ژاپنی نمونه مشابهی داریم به نام هایکو و  در ازبکی سوزوا

## ترجمه به فارسی
مجموعه‌ای از لیکوهای بلوچی با ترجمۀ فارسی با مشخصات زیر به چاپ رسیده‌است:
- صد لیکو (سروده‌های بلوچی)، گردآوری و برگردان از منصور مؤمنی، تهران: مشکی، چاپ دوم: ۱۳۸۸.